# Barcode of Life Data Systems
Barcode of Life Data System (cunoscută sub numele BOLD sau BOLDSystems) este o platformă web dedicată în mod specific codificarea ADN-ului. Este o platformă de stocare și analiză a datelor bazată pe cloud, dezvoltată la Centrul pentru Genomică a Biodiversității din Canada. Acesta constă din patru module principale, un portal de date, un portal educațional, un registru de BIN (specii putative), precum și un banc de lucru de colectare și analiză a datelor care oferă o platformă online pentru analiza secvențe de ADN. De la lansarea sa în 2005, BOLD a fost extins pentru a oferi o gamă largă de funcționalități, inclusiv organizarea datelor, validarea, vizualizarea și publicarea. Cea mai recentă versiune a sistemului, versiunea 4, lansată în 2017, aduce un set de îmbunătățiri care sprijină colectarea și analiza datelor, dar include și funcționalități noi care îmbunătățesc diseminarea, citarea și adnotarea datelor. Înainte de 16 noiembrie 2020, BOLD conținea deja secvențe de coduri de bare pentru 318.105 specii descrise oficial care acoperă animale, plante, ciuperci, protiști (cu ~8,9 milioane de exemplare).
BOLD este disponibil gratuit oricărui cercetător cu interese în codificarea ADN-ului. Prin furnizarea de servicii specializate, aceasta ajută la publicarea de înregistrări care îndeplinesc standardele necesare pentru a obține COD DE BARE în bazele de date internaționale ale secvenței nucleotide. Datorită furnizării sale bazate pe web și modelului flexibil de securitate a datelor, acesta este, de asemenea, bine poziționat pentru a sprijini proiecte care implică alianțe largi de cercetare.
Eliberarea datelor BOLD provine în principal dintr-un proiect BARCODE 500K Arhivat în 16 august 2021, la Wayback Machine. executat de Consorțiul Internațional de Coduri de Bare ale Vieții (iBOL) din 2010 până în 2015. Acesta a vizat obținerea de date ale înregistrărilor codurilor de bare ADN pentru specimenele 5M reprezentând specii de 500K. Toate specimenele de colectare, secvențe de atribuire, sortare a informațiilor sunt contribuite de către o mare cantitate de oameni de știință, colaboratori și facilități din națiunile din întreaga lume. Acumularea datelor crește acuratețea identificării codurilor de bare ADN și facilitează realizarea codării vieții. 